# ADN Design
ADN Design és una empresa de disseny creada el 1990 a Bilbao per iniciativa de Carlos Alonso (dissenyador industrial i arquitecte), Brigitte Sauvage (dissenyadora industrial i interiorista) i Carlos San José (dissenyador industrial i arquitecte tècnic). El seu camp de treball és la innovació, estudi de les necessitats i aspiracions del consumidor i integració dels processos de producció sintetitzen la filosofia de l'empresa. És per això que la seva activitat principal és el disseny i desenvolupament de productes d'ús habitual dirigits a sectors amplis de consumidors.
ADN Design té més de dos-cents productes al mercat, fruit de la seva col·laboració amb empreses com Bosch, Siemens, Ufesa, Araven, Niessen, Grupo Uralita, etc.
Al mateix temps desenvolupa una contínua activitat docent en l'àmbit de la divulgació del "valor d'ús" dels productes i del disseny centrat sobre l'usuari, per a empreses i organismes com DZ Centro de Diseho, Universitat Politècnica de Girona, Universitat del País Basc, Universidade da Coruña, Centro de Diseño de Vitòria, Instituto Tecnológico de Aragón o Club de Marketing de la Rioja.